# Antônio Salvador Sucar
Antônio Salvador Sucar, plus connu sous le nom de Sucar, né le 14 juin 1939 à Lules en Argentine et mort le 31 décembre 2018 à São Paulo (Brésil)[réf. nécessaire], est un joueur argentin naturalisé brésilien de basket-ball.

## Biographie
Il était membre de l'équipe qui a remporté le titre au Championnat du monde 1963 à Rio de Janeiro et la médaille de bronze au Championnat du monde FIBA de 1967 avec l'équipe de basket-ball du Brésil. Sucar a participé à trois éditions des Jeux olympiques d'été et a remporté deux médailles de bronze en 1960 et 1964

## Palmarès
- 3e des Jeux olympiques 1960
- 3e des Jeux olympiques 1964
- Champion du monde 1963
- Finaliste du championnat du monde 1967
- Finaliste des Jeux panaméricains de 1963